# Krzakorek
Krzakorek (Thalpomys) – rodzaj ssaków z podrodziny bawełniaków (Sigmodontinae) w obrębie rodziny  chomikowatych (Cricetidae).

## Rozmieszczenie geograficzne
Rodzaj obejmuje gatunki występujące endemicznie w środkowej Brazylii.

## Morfologia
Długość ciała (bez ogona) 76–109 mm, długość ogona 46–70 mm, długość ucha 13–17 mm, długość tylnej stopy 16–21 mm; masa ciała 21–40 g.

## Systematyka
Rodzaj zdefiniował w 1916 roku angielski zoolog Oldfield Thomas w artykule poświęconym grupie południowoamerykańskich Muridae powszechnie określanej mianem Akodon, opublikowanym w czasopiśmie The Annals and magazine of natural history. Gatunkiem typowym jest (oryginalne oznaczenie) krzakorek włochatouchy (T. lasiotis).

### Etymologia
Thalpomys: gr. θαλπος thalpos ‘ciepło, gorąco’; μυς mus, μυος muos ‘mysz’.

### Podział systematyczny
Do rodzaju należą następujące gatunki:
| Grafika | Gatunek               | Autor i rok opisu | Nazwa zwyczajowa       | Podgatunki         | Rozmieszczenie geograficzne                                             | Podstawowe wymiary                               | Status IUCN |
| ------- | --------------------- | ----------------- | ---------------------- | ------------------ | ----------------------------------------------------------------------- | ------------------------------------------------ | ----------- |
|         | Thalpomys cerradensis | Hershkovitz, 1990 | krzakorek stołeczny    | gatunek monotypowy | Mato Grosso, Goiás, Dystrykt Federalny i Bahia                          | DC: 9–10,9 cm DO: 5,1–7 cm MC: 26–40 g           | LC          |
|         | Thalpomys lasiotis    | O. Thomas, 1916   | krzakorek włochatouchy | gatunek monotypowy | Bahia na południe do São Paulo, być może Mato Grosso; zapisy z Rondônii | DC: około 7,6 cm DO: około 4,6 cm MC: około 21 g | LC          |

Kategorie IUCN:  LC  – gatunek najmniejszej troski.